# Bibiocephala komaensis
Bibiocephala komaensis är en tvåvingeart som först beskrevs av Kitakami 1950.  Bibiocephala komaensis ingår i släktet Bibiocephala och familjen Blephariceridae. Inga underarter finns listade i Catalogue of Life.